# Phorbas (Rhodes)
Pour les articles homonymes, voir Phorbas.
 (juillet 2012).
Dans la mythologie grecque, Phorbas (en grec ancien Φόρβας / Phórbas) est un Lapithe. Il est réputé pour avoir délivré des serpents les habitants de Rhodes. Il est marié à Hyrmina, dont il a Tiphys, Pellen, Actor et Égée.
Selon certaines traditions, il donne naissance à la constellation du Serpentaire.

## Sources
- Diodore de Sicile, Bibliothèque historique [détail des éditions] [lire en ligne] (IV, 18).
- Hygin, Fables [détail des éditions] [(la) lire en ligne] (XIV).
- Hymnes homériques [détail des éditions] [lire en ligne] (Apollon, v. 211).
- Ovide, Métamorphoses [détail des éditions] [lire en ligne] (XII, 322).